# Handelingen van Paulus
De Handelingen van Paulus is een apocrief geschrift uit de 2e eeuw. Het boek is door een "rechtzinnig" christen geschreven.
De Handelingen van Paulus vormen samen met de Handelingen van Petrus, Johannes, Andreas en Tomas de vijf oudste en bekendste apocriefe Handelingen.

## Taal
De Handelingen van Paulus zijn oorspronkelijk geschreven in het koinè-Grieks. De Koptische versie die in 1905 werd ontdekt toont aan dat de inhoud uit vier delen bestond.

## Auteurschap en datering
De auteur is onbekend. Hij kende het canonieke boek Handelingen van de Apostelen, maar hield zich niet aan de chronologie van dat boek.
Volgens Tertullianus (c. 150 - c. 240) is het boek geschreven door een priester uit Klein-Azië om de apostel Paulus te eren (Tertullianus: Over de Doop 17). Omdat Tertullianus de opmerking over het boek Handelingen van Paulus schreef omstreeks het jaar 200 is Handelingen van Paulus opgesteld voor die tijd. Volgens Dr. A.F.J. Klijn is het werk geschreven in de tweede helft van de tweede eeuw.

## Inhoud
Het boek bestaat uit meerdere delen:
- Handelingen van Paulus en Thekla;
  - Genezing van Hermocrates van oedeem;
  - Het gevecht met de wilde beesten in Efeze;
- Brief van de Korinthiërs aan Paulus;
- Derde brief van Paulus aan de Korinthiërs;
- Martelaarschap van Paulus;

### Rol van de vrouw

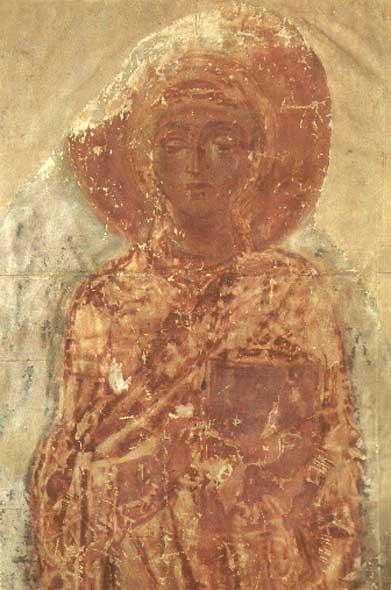
De H. Thekla, fresco in de Verlosserskathedraal van Tsjernihiv

Opvallend is de grote rol die in het eerste deel is toebedeeld aan de maagd Thekla afkomstig uit Ikonium. Dit deel van de Handelingen van Paulus staat daarom bekend onder de naam Handelingen van Paulus en Thekla. Zij was uitgehuwelijkt aan een zeker Tamyris, maar wilde in het geheel niet trouwen. Zij bekeerde zich tot het christendom en wist op miraculeuze wijze Ikonium te verlaten en voegde zich in Myra bij Paulus. Deze laatste, diep onder de indruk van de jonge vrouw, gaf haar de volmacht om het Woord van God te onderwijzen (3:41). Na het overlijden van Tamyris ging zij naar Ikonium terug om het Woord te verkondigen en ging later naar Seleucië waar ze "nadat ze velen had verlicht door het woord van God, ontsliep (...) in een goede slaap." (3:43) Het verhaal omtrent Thekla zou kunnen betekenen dat de rol van vrouwen in het christendom aanvankelijk vrij groot was.

### Uiterlijk van Paulus
In het gedeelte dat bekend staat als de Handelingen van Paulus en Thekla, wordt de oudste omschrijving van het uiterlijk van Paulus gegeven: "een man van kleine gestalte, kaalhoofdig en met kromme benen, krachtig gebouwd, met aaneengegroeide wenkbrauwen en een enigszins geprononceerde neus, een innemende verschijning." Hoeveel waarde aan deze omschrijving van het uiterlijk van Paulus moet worden gehecht is moeilijk in te schatten. Enerzijds kan men stellen dat de schrijver geen poging heeft gedaan om Paulus wat flatteuzer te omschrijven, hetgeen zou kunnen betekenen dat de apostel er werkelijk zo heeft uitgezien. Men kan zich voorstellen dat men een religieuze held fysiek aantrekkelijke kenmerken wil toedichten. Anderzijds kan de schrijver Paulus bewust hebben voorgesteld als een kalende en kleine gestalte om daarmee aan te geven dat het gaat om de 'boodschap' en het 'charisma' (hij was desondanks immers een "innemende verschijning") van de apostel en niet om zijn uiterlijk. (Vgl. de vroeg-christelijke opvatting over het uiterlijk van Jezus Christus op basis van Jesaja 53:2 met een passage die profetisch werd geïnterpreteerd: "hij had gestalte noch luister, dat wij hem zouden hebben aangezien, noch gedaante, dat wij hem zouden hebben begeerd")

## Theologie
Het werk is van de hand van een orthodox christen. De theologie van het werk laat zich omschrijven als ascetisch en anti-gnostisch. Het geschrift valt echter niet op door diepzinnige theologische opvattingen. Het gaat er hem om Paulus als de ideale christen voor te stellen die door zijn Godsgeloof in staat is verschillende wonderen te verrichten. Er wordt verder veel nadruk gelegd op de opstanding uit de doden.
In de Codex Claromontanus is het boek Handelingen van Paulus opgenomen in de canon. Het boek genoot een bijzondere populariteit.